# Die Tex Avery Show
Die Tex Avery Show (engl.: The Wacky World of Tex Avery; wörtlich übersetzt: Die verrückte Welt von Tex Avery) ist eine US-amerikanische Zeichentrickserie mit 65 Folgen aus dem Jahr 1997. Sie ist dem 1980 verstorbenen Trickfilmregisseur Tex Avery postum gewidmet. Die von ihm erfundenen Figuren und Geschichten kommen in der Serie aber nicht vor.

## Charaktere
- Tex Avery: Tex Avery wird als listiger, kleinwüchsiger Cowboy mit einem riesigen Cowboyhut dargestellt, dessen Abenteuer sich fast ausschließlich im Wilden Westen abspielen. Er kämpft nicht nur gegen den aggressiven Sägeblatt-Sid, sondern auch um die Gunst der attraktiven Miss Gürtelkeusch. Obwohl Tex selbst nicht der Hellste ist, macht er seinem Gegner stets Feuer unter dem Hintern. Natürlich besitzt Tex (wie eigentlich jeder Cowboy) ein Pferd.

- Dschingis und Khani: Dschingis ist ein Löwe und der Feldherr eines sehr strengen und unerbittlichen Imperators. Dschingis wird von vier unintelligenten Mongolen begleitet. Das putzige kleine und unbedarfte Pandamädchen Khani hindert Dschingis ständig an dessen Eroberungsplänen und will häufig mit ihm (Teeparty, Puppen) spielen, Khani trägt auch stets landestypische Kleidung, Dschingis’ Imperator mag Khani aber sehr. Dieser Teil der Serie spielt auf den Mongolenherrscher Dschingis Khan an.

- Pompei Pit: Der sehr einfältige und mit einem italienischen Akzent sprechende Uniformierte ist ein Überlebender des Vulkanausbruchs von Pompeji, der in einer Steinstatue konserviert und in der modernen Zeit wieder zum Leben erweckt wurde. Er geht dauernd einem Gauner namens Bob auf die Nerven, der als Geschäftsmann groß herauskommen oder einfach seine Ruhe haben will.

- Power Paul: Power Paul ist ein Hund, der Superkräfte bekommt, wenn er an einem Schuh leckt, den ein Superheld verloren hat und der in seinem Napf gelandet ist. Unterstützt wird er von Mini Fuzzy, einer blauen Katze mit einer Antenne als Schwanz. Zu seinen Gegenspielern zählen u. a. ein lebendiger Knochen bzw. ein lebendiger Hydrant.

- Freddy, die Fliege: Freddy, die Fliege ärgert am liebsten die cholerische Amanda von Klunker, eine Multimilliardärin. Ihr Drohruf lautet: „Jetzt machst du die Biege, Fliege“. Oft treibt Freddy Amanda so in den Wahnsinn, dass sie in die Psychiatrie muss.

- Zweistein: Zweistein lebt in der Steinzeit, ist unter seinesgleichen der Intelligenteste und Erfinder von, für die damalige Zeit, anachronistischen Dingen, wie des Herds oder des Fernsehers. Er spricht in der deutschen Synchronisation in sächsischem Dialekt.

- Maurice und Mooch: Maurice ist ein Küken und Mooch ist ein Fuchs. Mooch möchte gerne Maurice fressen, aber Maurice hindert ihn mit allen Mitteln daran und sieht es als Spiel an.

## Inhalt
Der Humor der Serie orientiert sich am Slapstick; dabei wird ein Gag mit Fortschreiten einer Folge zunehmend extremer dargestellt. Das Muster der verschiedenen Folgen ist dabei fast stets dasselbe. Die bösen Charaktere wie Mooch oder Dschingis versuchen jede Folge aufs Neue, ihr Ziel zu erreichen. Egal auf wie hinterlistige und raffinierte Weise die Pläne erdacht werden, sie gehen stets nicht auf und der gute Charakter – in dem Fall Khani und Maurice – stehen am Ende als Sieger da.

## Produktion und Veröffentlichung
Die Serie wurde 1997 von DIC Enterprises und Les Studios Tex unter der Leitung von Shannon Nettleton produziert. Die Musik komponierte Mike Piccirillo.
Im selben Jahr wurde die Serie im US-amerikanischen Fernsehen gezeigt. Es folgten Ausstrahlungen unter anderem in Kanada, Chile und Italien. Die deutsche Erstausstrahlung erfolgte vom 28. Dezember 1998 bis 2. März 1999 bei Super RTL. Wiederholungen liefen dort bis September 2006, von 2006 bis 2010 auf dem Pay-TV-Sender Boomerang. Außerdem erschien die deutsche Fassung auf zwölf DVDs bei Koch Media.

## Synchronisation
| Charakter          | Englischer Sprecher | Deutscher Sprecher |
| ------------------ | ------------------- | ------------------ |
| Tex Avery          | Billy West          | Gerald Schaale     |
| Sägeblatt Sid      | Billy West          | Tilo Schmitz       |
| Miss Gürtelkeusch  | Kathleen Barr       |                    |
| Dschingis          | Lee Tockar          | Helmut Krauss      |
| Khani              | Cree Summer         | Ranja Bonalana     |
| Der Imperator      | Maurice LaMarche    | Jan Spitzer        |
| Pompei Pit         | Ian James Corlett   | Frank Schaff       |
| Bob                | Alec Willows        | Helmut Gauß        |
| Power Paul         | Phil Hayes          | Michael Walke      |
| Mini Fuzzy         | Lee Tockar          | Wilfried Herbst    |
| Freddy, die Fliege | Billy West          | Gerald Schaale     |
| Amanda von Klunker | Scott McNeil        | Roland Hemmo       |
| Zweistein          | Ian James Corlett   |                    |
| Maurice            | Terry Klassen       | Santiago Ziesmer   |
| Mooch              | Maurice LaMarche    | Frank-Otto Schenk  |
| Maurice Vater      | Maurice LaMarche    |                    |
| Maurice Mutter     | Jane Mortifee       | Eva-Maria Werth    |

## Trivia
Im Vorspann der Serie ist die Melodie des Höllen-Cancan (französisch Galop infernal) aus der Oper Orpheus in der Unterwelt (Orphée aux enfers) von Jacques Offenbach zu hören.